# Bayerische D III
Die D III der Königlich Bayerischen Staatsbahn war eine Tenderlokomotive für Rangier- und Vizinalbahndienst.

## Beschreibung
Krauss hatte eine Lokomotive dieses Typs, die nach den gleichen Konstruktionsprinzipien wie die B VII entwickelt war, auf der Wiener Weltausstellung 1873 gezeigt und an die Bebra-Hanauer Bahn verkauft. Die Bayerische Staatsbahn entschloss sich ebenfalls zur Beschaffung von sechs Lokomotiven, wohl zu Vergleichszwecken mit den bereits seit 1871 in Dienst stehenden Maffei-Maschinen der Klasse D I.
Die D III waren mit einer außenliegenden Allansteuerung und einem geschlossenen Führerhaus ausgerüstet. Die Vorratsbehälter ragten über die hintere Treibachse hinaus.
Die Lokomotiven wurden zum Teil im Nebenbahndienst, zum Teil im leichten Rangierdienst u. a. in München und Ingolstadt sowie in Lindau zur Bedienung der Bodenseetrajektschiffe verwendet. Da die Maschinen aufgrund zu leichter Konstruktion nicht an die Leistungsfähigkeit der D IV heranreichen konnten, wurden sie bereits zwischen 1894 und 1897 ausgemustert. Je eine Maschine wurde an die Lokalbahn Röthenbach–Weiler bzw. an die Bayerischen Cementwerke Bergwerk Marienstein verkauft, alle anderen wurden verschrottet.